# Comuni del Brasile
Questo è un elenco di comuni del Brasile.

## Definizione
I 5 570 comuni (in portoghese municípios) sono la più piccola unità politica autonoma del Brasile. Nei limiti stabiliti dalla Costituzione Federale del 1988 possiedono auto-amministrazione, autogoverno e auto-organizzazione. La stessa costituzione definisce quali tributi possono essere raccolti dai comuni.
Ogni comune ha la sua propria Lei Orgânica che definisce la sua organizzazione politica, limitata dalla costituzione degli stati federati e dalla Costituzione federale.

## Capitale federale
- Brasilia (DF)

## Capitali degli stati
1. Aracaju (SE)
2. Belém (PA)
3. Belo Horizonte (MG)
4. Boa Vista (RR)
5. Campo Grande (MS)
6. Cuiabá (MT)
7. Curitiba (PR)
8. Florianópolis (SC)
9. Fortaleza (CE)
10. Goiânia (GO)
11. João Pessoa (PB)
12. Macapá (AP)
13. Maceió (AL)
14. Manaus (AM)
15. Natal (RN)
16. Palmas (TO)
17. Porto Alegre (RS)
18. Porto Velho (RO)
19. Recife (PE)
20. Rio Branco (AC)
21. Rio de Janeiro (RJ)
22. Salvador (BA)
23. São Luís (MA)
24. San Paolo (SP)
25. Teresina (PI)
26. Vitória (ES)

## I comuni nei 26 stati del Brasile e nel Distretto Federale
- Comuni dell'Acre - 22
- Comuni dell'Alagoas - 102
- Comuni dell'Amapá - 16
- Comuni dell'Amazonas (Brasile) - 62
- Comuni dello stato di Bahia - 417
- Comuni del Ceará - 184
- Comuni dell'Espírito Santo - 78
- Comuni del Goiás - 246
- Comuni del Maranhão - 217
- Comuni del Mato Grosso - 142

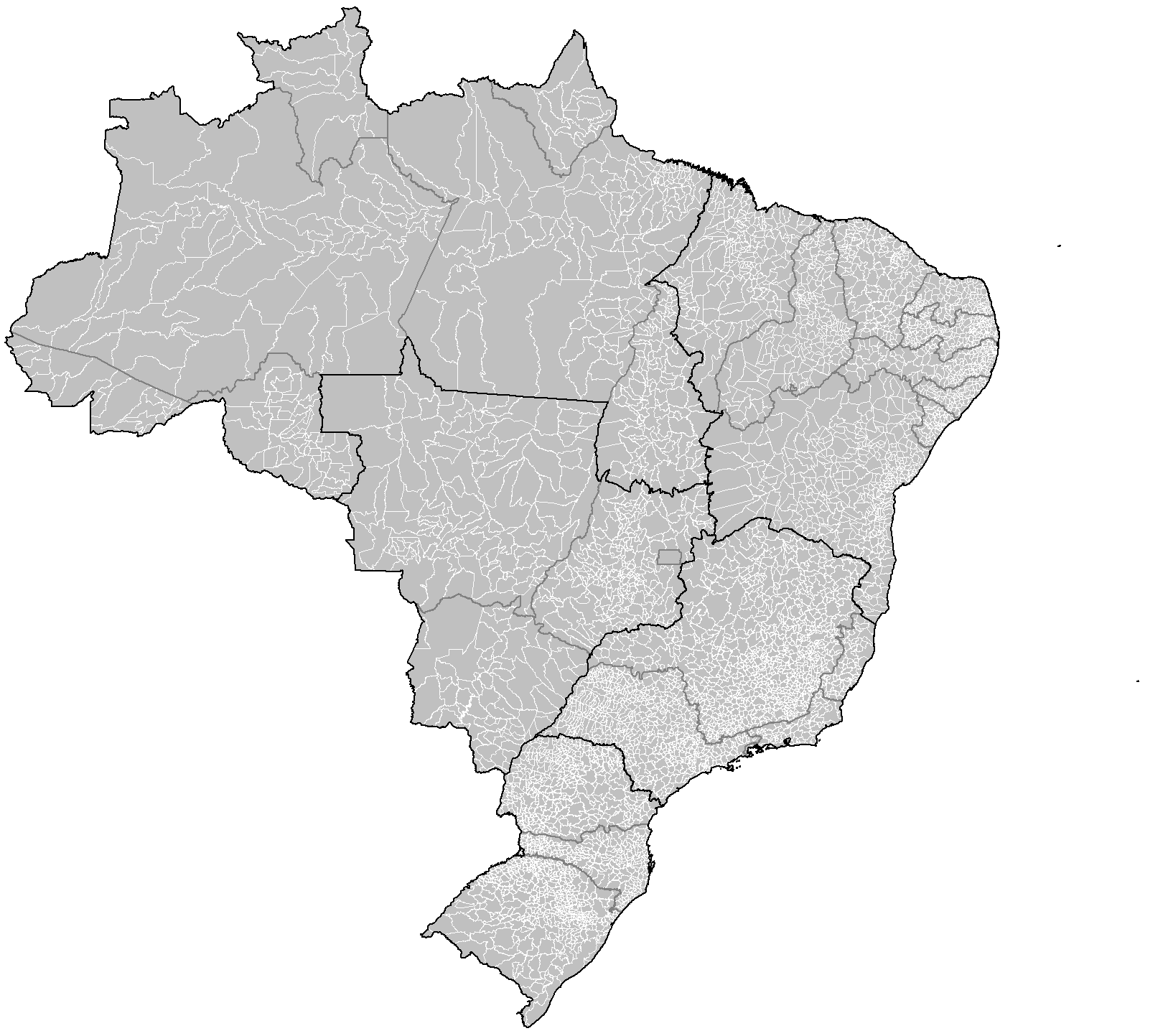
Le divisioni comunali del Brasile
In prossimità del litorale si nota un'alta concentrazione di comuni, specie nelle regioni Sudest e Sud

- Comuni del Mato Grosso do Sul - 79
- Comuni del Minas Gerais - 853
- Comuni del Pará - 144
- Comuni della Paraíba - 223
- Comuni del Paraná - 399
- Comuni del Pernambuco - 185
- Comuni del Piauí - 224
- Comuni dello stato di Rio de Janeiro - 92
- Comuni del Rio Grande do Norte - 167
- Comuni del Rio Grande do Sul - 497
- Comuni della Rondônia - 52
- Comuni del Roraima - 15
- Comuni dello stato di Santa Catarina - 295
- Comuni dello stato di San Paolo - 645
- Comuni del Sergipe - 75
- Comuni del Tocantins - 139
- Regioni amministrative del Distretto Federale - 35

## Comuni più popolosi
| Posizione | Comune         | Stato              | Popolazione |
| --------- | -------------- | ------------------ | ----------- |
| 1         | San Paolo      | San Paolo          | 12 325 232  |
| 2         | Rio de Janeiro | Rio de Janeiro     | 6 747 815   |
| 3         | Brasilia       | Distretto Federale | 3 055 149   |
| 4         | Salvador       | Bahia              | 2 886 698   |
| 5         | Fortaleza      | Ceará              | 2 686 612   |
| 6         | Belo Horizonte | Minas Gerais       | 2 521 564   |
| 7         | Manaus         | Amazonas           | 2 219 580   |
| 8         | Curitiba       | Paraná             | 1 948 626   |
| 9         | Recife         | Pernambuco         | 1 653 461   |
| 10        | Goiânia        | Goiás              | 1 536 097   |
| 11        | Belém          | Pará               | 1 499 641   |
| 12        | Porto Alegre   | Rio Grande do Sul  | 1 488 252   |